# Ivar Giaever
Ivar Giaever (Giæver, 5. dubna 1929, Bergen, Norsko – 20. června 2025, Schenectady, USA) byl fyzik, který spolu s Leem Esakim a Brianem Josephsonem v roce 1973 získal Nobelovu cenu za fyziku „za objevy týkající se tunelování v pevných látkách“. Jeho podíl byl konkrétně za „experimentální objevy týkající se tunelování v polovodičích a supravodičích“. Giaver byl emeritním profesorem na Rensselaer Polytechnic Institute, profesorem na Univerzitě v Oslu a předsedou společnosti Applied Biophysics.
V roce 1952 získal inženýrský titul na Norském technickém institutu. O dva roky později odjel z Norska do Kanady, kde pracoval ve společnosti General Electric. O další dva roky později se přestěhoval do Spojených států a v roce 1958 začal pracovat ve výzkumném a vývojovém centru General Electric v Schenectady ve státě New York. V roce 1964 získal titul Ph.D. na Rensselaer Polytechnic Institute a také americké občanství.
Výzkum, který později vedl ke získání Nobelovy ceny, prováděl v roce 1960. Poté, co Esaki v roce 1958 objevil tunelový jev u elektronů v polovodičích, Giaver prokázal tento jev i u supravodičů. Jeho experimenty podnítily teoretického fyzika Briana Josephsona ke studiu tohoto jevu, při němž v roce 1962 předpověděl Josephsonův jev. Esaki a Giaever získali půlku Nobelovy ceny za rok 1973 a Josephson získal druhou půlku.
Jeho pozdější výzkum se soustředil hlavně na biofyziku. V roce 1969 prováděl výzkum na Univerzitě v Cambridgi v Anglii a pokračoval v něm po návratu do Spojených států.